# ابزار اشاره‌گر
ابزار اشاره‌گر یک دستگاه ورودی است که کاربر از طریق آن داده‌هایی را به رایانه می‌دهد.

## وسایل اشاره‌گر رایج

### ماوس
ماوس یک وسیله دستی کوچک است که روی سطح صاف قرار می‌گیرد.

### اهرمک
کاربر می‌تواند با وارد کردن نیرویی کم یا زیاد اهرم را حرکت دهد.

### تاچ‌پد
تاچ‌پد صفحه‌ای مسطح است که تماس انگشتان را تشخیص می‌دهد.